# Pirané (kommunhuvudort i Argentina)
Pirané är en kommunhuvudort i Argentina.   Den ligger i provinsen Formosa, i den nordöstra delen av landet, 1 000 km norr om huvudstaden Buenos Aires. Pirané ligger 86 meter över havet och antalet invånare är 19 124.
Terrängen runt Pirané är mycket platt.
I omgivningarna runt Pirané växer huvudsakligen savannskog. Runt Pirané är det glesbefolkat, med 8 invånare per kvadratkilometer.